# Primera División de México 1981-82
La Temporada 1981-82 fue la edición XL del campeonato de liga de la Primera División en la denominada "época profesional" del fútbol mexicano. En el torneo regular el Atlante fue el superlider del torneo. La final del máximo circuito fue protagonizada por el mismo Atlante y los Tigres UANL, resultando campeones los Universitarios en la primera final del fútbol mexicano en definirse en tanda de penales.
Después de anotar 32 goles en la temporada regular, el brasileño Cabinho, centro delantero del Atlante consigue coronarse por séptima ocasión consecutiva, como campeón de goleo de la Primera División.
Al iniciar este torneo el Atlético Morelia como campeón de la Segunda División sustituyó al descendido Unión de Curtidores. Al terminar la temporada, Tampico fue el equipo que perdió la categoría, luego de salir derrotado en la liguilla por el no descenso ante Atlas. Este sería el último torneo en la historia del mencionado equipo descendido y del Atlético Español que desaparecería al final del certamen, para convertirse en Necaxa.

## Sistema de competencia
Los veinte participantes fueron divididos en cuatro grupos de cinco equipos cada uno; todos disputan la fase regular bajo un sistema de liga, es decir, todos contra todos a visita recíproca; con un criterio de puntuación que otorga dos unidades por victoria, una por empate y cero por derrota. 
Clasifican a la disputa de la fase final por el título, el primer y segundo lugar de cada grupo (sin importar su ubicación en la tabla general). Los equipos clasificados son ubicados del 1 al 8 en duelos cruzados (es decir 1 vs 8, 2 vs 7, 3 vs 6 y 4 vs 5), se enfrentaban en rondas ida-vuelta o eliminación directa. 
La definición de los partidos de liguilla tomaría como criterio el marcador global al final de los dos partidos. De haber empate en este, se alargaría el juego de vuelta a la disputa de dos tiempos extras de 15 minutos cada uno, y posteriormente Tiros desde el punto penal, hasta que se produjera un ganador. 
La liguilla por el no descenso, tendría un formato definitivo, en el que se enfrentarían los dos últimos lugares de la tabla general, únicamente si existiera una diferencia de cuatro puntos o menos entre los involucrados, de lo contrario el club con menos puntos descendería automáticamente a segunda división.
Los criterios de desempate para definir todas las posiciones serían la Diferencia de goles entre tantos anotados y los recibidos, después se consideraría el gol average o promedio de goles y finalmente la cantidad de goles anotados.

## Participantes

### Ascensos y descensos
| Pos | Ascendido de la Segunda División 1980-81 |
| --- | ---------------------------------------- |
| 5º  | Atlético Morelia                         |

| Pos         | Descendido en la Primera División 1980-81 |
| ----------- | ----------------------------------------- |
| 19° (Prom.) | Unión de Curtidores                       |

En la temporada 1981-1982 jugaron 20 equipos que se distribuían de la siguiente forma:
| Monterrey Tigres Tampico A. Potosino Morelia U de G Atlas Guadalajara U.A.G León Atletas Campesinos A. Español Puebla Neza Zacatepec Toluca América Cruz Azul Atlante UNAM | \| Entidad Federativa \| N.º \| Equipos \| \| ------------------ \| --- \| ---------------------------------------------------- \| \| Distrito Federal \| 5 \| América, Cruz Azul, Atlante, UNAM y Atlético Español \| \| Jalisco \| 4 \| Atlas, Tecos, U de G y Guadalajara \| \| Nuevo León \| 2 \| Monterrey y UANL \| \| Estado de México \| 2 \| Toluca y Neza \| \| Guanajuato \| 1 \| León \| \| Querétaro \| 1 \| Atletas Campesinos \| \| San Luis Potosí \| 1 \| Atlético Potosino \| \| Tamaulipas \| 1 \| Tampico \| \| Michoacán \| 1 \| Morelia \| \| Puebla \| 1 \| Puebla \| \| Morelos \| 1 \| Zacatepec \| |                                                      |
| Entidad Federativa | N.º | Equipos                                              |
| Distrito Federal | 5 | América, Cruz Azul, Atlante, UNAM y Atlético Español |
| Jalisco | 4 | Atlas, Tecos, U de G y Guadalajara                   |
| Nuevo León | 2 | Monterrey y UANL                                     |
| Estado de México | 2 | Toluca y Neza                                        |
| Guanajuato | 1 | León                                                 |
| Querétaro | 1 | Atletas Campesinos                                   |
| San Luis Potosí | 1 | Atlético Potosino                                    |
| Tamaulipas | 1 | Tampico                                              |
| Michoacán | 1 | Morelia                                              |
| Puebla | 1 | Puebla                                               |
| Morelos | 1 | Zacatepec                                            |

### Información sobre los equipos participantes
| Equipo             | Ciudad                           | Estadio                | Capacidad |
| ------------------ | -------------------------------- | ---------------------- | --------- |
| América            | México, D. F.                    | Azteca                 | 110,000   |
| Atlante            | México, D. F.                    | Azteca                 | 110,000   |
| Atlas              | Guadalajara, Jalisco             | Jalisco                | 56,000    |
| Atletas Campesinos | Santiago de Querétaro, Querétaro | Municipal de Querétaro | 12,000    |
| Atlético Español   | México, D. F.                    | Azteca                 | 110,000   |
| Atlético Morelia   | Morelia, Michoacán               | Venustiano Carranza    | 22,000    |
| Atlético Potosino  | San Luis Potosí, S.L.P.          | Plan de San Luis       | 20,000    |
| Cruz Azul          | México, D. F.                    | Azteca                 | 110,000   |
| Guadalajara        | Guadalajara, Jalisco             | Jalisco                | 56,000    |
| León               | León, Guanajuato                 | León                   | 30,000    |
| Monterrey          | Monterrey, Nuevo León            | Tecnológico            | 38,000    |
| Neza               | Nezahualcóyotl, Estado de México | José López Portillo    | 20,000    |
| Puebla             | Puebla, Puebla                   | Cuauhtémoc             | 36,000    |
| Tampico            | Tampico, Tamaulipas              | Tamaulipas             | 19,500    |
| Tecos UAG          | Zapopan, Jalisco                 | Tres de Marzo          | 25,000    |
| Tigres UANL        | Monterrey, Nuevo León            | Universitario          | 44,000    |
| Toluca             | Toluca, Estado de México         | Toluca 70              | 27,000    |
| U. de G.           | Guadalajara, Jalisco             | Jalisco                | 56,000    |
| UNAM               | México, D. F.                    | Olímpico Universitario | 66,000    |
| Zacatepec          | Zacatepec, Morelos               | Agustín Coruco Díaz    | 18,000    |

## Torneo Regular

### Tabla General
| Pos. | Equipo             | Pts. | PJ | G  | E  | P  | GF | GC | Dif. | Clasificación                   |
| ---- | ------------------ | ---- | -- | -- | -- | -- | -- | -- | ---- | ------------------------------- |
| 1    | Atlante            | 53   | 38 | 21 | 11 | 6  | 62 | 31 | +31  | Cuartos de final de la liguilla |
| 2    | América            | 45   | 38 | 16 | 13 | 9  | 54 | 31 | +23  | Cuartos de final de la liguilla |
| 3    | Zacatepec          | 45   | 38 | 14 | 17 | 7  | 44 | 29 | +15  | Cuartos de final de la liguilla |
| 4    | Tigres (C)         | 44   | 38 | 16 | 12 | 10 | 58 | 43 | +15  | Cuartos de final de la liguilla |
| 5    | U de G             | 43   | 38 | 13 | 17 | 8  | 49 | 35 | +14  | Cuartos de final de la liguilla |
| 6    | Coyotes Neza       | 43   | 38 | 13 | 17 | 8  | 54 | 43 | +11  | Cuartos de final de la liguilla |
| 7    | Cruz Azul          | 43   | 38 | 14 | 15 | 9  | 51 | 44 | +7   |                                 |
| 8    | Puebla             | 41   | 38 | 15 | 11 | 12 | 59 | 56 | +3   |                                 |
| 9    | Atlético Potosino  | 41   | 38 | 14 | 13 | 11 | 55 | 53 | +2   |                                 |
| 10   | Monterrey          | 40   | 38 | 13 | 14 | 11 | 49 | 56 | −7   | Cuartos de final de la liguilla |
| 11   | Atletas Campesinos | 39   | 38 | 14 | 11 | 13 | 44 | 42 | +2   |                                 |
| 12   | UNAM               | 38   | 38 | 12 | 14 | 12 | 64 | 51 | +13  |                                 |
| 13   | Toluca             | 38   | 38 | 12 | 14 | 12 | 53 | 57 | −4   |                                 |
| 14   | Tecos UAG          | 36   | 38 | 11 | 14 | 13 | 48 | 55 | −7   |                                 |
| 15   | Atlético Español   | 33   | 38 | 12 | 9  | 17 | 48 | 55 | −7   | Cuartos de final de la liguilla |
| 16   | Atlético Morelia   | 32   | 38 | 9  | 14 | 15 | 37 | 49 | −12  |                                 |
| 17   | Guadalajara        | 27   | 38 | 6  | 15 | 17 | 39 | 55 | −16  |                                 |
| 18   | León               | 27   | 38 | 6  | 15 | 17 | 41 | 65 | −24  |                                 |
| 19   | Tampico (D)        | 26   | 38 | 8  | 10 | 20 | 45 | 72 | −27  | Liguilla por el no descenso     |
| 20   | Atlas              | 26   | 38 | 9  | 8  | 21 | 35 | 67 | −32  | Liguilla por el no descenso     |

 Fuente: RSSSF

### Grupos

#### Grupo 1
| Pos. | Equipo     | Pts. | PJ | G  | E  | P  | GF | GC | Dif. | Clasificación                   |
| ---- | ---------- | ---- | -- | -- | -- | -- | -- | -- | ---- | ------------------------------- |
| 1    | América    | 45   | 38 | 16 | 13 | 9  | 54 | 31 | +23  | Cuartos de final de la liguilla |
| 2    | Tigres (C) | 44   | 38 | 16 | 12 | 10 | 58 | 43 | +15  | Cuartos de final de la liguilla |
| 3    | Puebla     | 41   | 38 | 15 | 11 | 12 | 59 | 56 | +3   |                                 |
| 4    | UNAM       | 38   | 38 | 12 | 14 | 12 | 64 | 51 | +13  |                                 |
| 5    | Atlas      | 26   | 38 | 9  | 8  | 21 | 35 | 67 | −32  | Liguilla por el no descenso     |

 Fuente: RSSSF

#### Grupo 2
| Pos. | Equipo            | Pts. | PJ | G  | E  | P  | GF | GC | Dif. | Clasificación                   |
| ---- | ----------------- | ---- | -- | -- | -- | -- | -- | -- | ---- | ------------------------------- |
| 1    | U de G            | 43   | 38 | 13 | 17 | 8  | 49 | 35 | +14  | Cuartos de final de la liguilla |
| 2    | Coyotes Neza      | 43   | 38 | 13 | 17 | 8  | 54 | 43 | +11  | Cuartos de final de la liguilla |
| 3    | Cruz Azul         | 43   | 38 | 14 | 15 | 9  | 51 | 44 | +7   |                                 |
| 4    | Atlético Potosino | 41   | 38 | 14 | 13 | 11 | 55 | 53 | +2   |                                 |
| 5    | León              | 27   | 38 | 6  | 15 | 17 | 41 | 65 | −24  |                                 |

 Fuente: RSSSF

#### Grupo 3
| Pos. | Equipo           | Pts. | PJ | G  | E  | P  | GF | GC | Dif. | Clasificación                   |
| ---- | ---------------- | ---- | -- | -- | -- | -- | -- | -- | ---- | ------------------------------- |
| 1    | Zacatepec        | 45   | 38 | 14 | 17 | 7  | 44 | 29 | +15  | Cuartos de final de la liguilla |
| 2    | Atlético Español | 33   | 38 | 12 | 9  | 17 | 48 | 55 | −7   | Cuartos de final de la liguilla |
| 3    | Atlético Morelia | 32   | 38 | 9  | 14 | 15 | 37 | 49 | −12  |                                 |
| 4    | Guadalajara      | 27   | 38 | 6  | 15 | 17 | 39 | 55 | −16  |                                 |
| 5    | Tampico (D)      | 26   | 38 | 8  | 10 | 20 | 45 | 72 | −27  | Liguilla por el no descenso     |

 Fuente: RSSSF

#### Grupo 4
| Pos. | Equipo             | Pts. | PJ | G  | E  | P  | GF | GC | Dif. | Clasificación                   |
| ---- | ------------------ | ---- | -- | -- | -- | -- | -- | -- | ---- | ------------------------------- |
| 1    | Atlante            | 53   | 38 | 21 | 11 | 6  | 62 | 31 | +31  | Cuartos de final de la liguilla |
| 2    | Monterrey          | 40   | 38 | 13 | 14 | 11 | 49 | 56 | −7   | Cuartos de final de la liguilla |
| 3    | Atletas Campesinos | 39   | 38 | 14 | 11 | 13 | 44 | 42 | +2   |                                 |
| 4    | Toluca             | 38   | 38 | 12 | 14 | 12 | 53 | 57 | −4   |                                 |
| 5    | Tecos UAG          | 36   | 38 | 11 | 14 | 13 | 48 | 55 | −7   |                                 |

 Fuente: RSSSF

## Resultados
| Local \ Visitante  | AME | ATT | ATS | ATC | AES | APO | CAZ | GDL | LEO | MTY | MOR | NEZ | PUE | TAM | TOL | UAG | UNL | UDG | UNM | ZAC |
| ------------------ | --- | --- | --- | --- | --- | --- | --- | --- | --- | --- | --- | --- | --- | --- | --- | --- | --- | --- | --- | --- |
| América            | —   | 0–0 | 3–0 | 3–0 | 2–2 | 1–0 | 1–1 | 1–1 | 2–1 | 5–0 | 1–0 | 1–0 | 3–0 | 0–1 | 2–1 | 1–1 | 0–1 | 1–0 | 2–0 | 0–0 |
| Atlante            | 0–0 | —   | 1–0 | 1–0 | 2–0 | 0–0 | 3–1 | 0–1 | 1–0 | 0–0 | 4–1 | 1–1 | 0–1 | 4–1 | 3–1 | 4–2 | 1–1 | 1–1 | 3–1 | 0–1 |
| Atlas              | 0–3 | 1–2 | —   | 0–0 | 2–1 | 2–0 | 1–3 | 1–0 | 1–1 | 0–2 | 2–1 | 2–2 | 1–3 | 0–0 | 1–0 | 2–5 | 1–3 | 3–3 | 2–1 | 2–0 |
| Atletas Campesinos | 2–1 | 2–2 | 1–1 | —   | 1–1 | 2–1 | 1–2 | 1–1 | 4–0 | 2–0 | 1–0 | 0–2 | 2–1 | 2–0 | 1–0 | 3–0 | 1–0 | 1–1 | 0–1 | 1–1 |
| Atlético Español   | 1–2 | 1–2 | 2–0 | 0–1 | —   | 2–2 | 1–3 | 3–1 | 3–0 | 3–2 | 2–0 |     | 3–0 | 2–0 | 3–1 | 2–2 | 0–2 | 1–1 | 2–2 | 0–0 |
| Atlético Potosino  | 2–1 | 1–0 | 1–1 | 1–0 | 2–0 | —   | 2–2 | 1–1 | 2–3 | 2–1 | 1–0 | 3–1 | 2–1 | 5–2 | 4–1 | 1–0 | 2–2 | 1–1 | 2–1 | 2–1 |
| Cruz Azul          | 0–5 | 0–0 | 0–1 | 2–1 | 1–0 | 1–1 | —   | 4–2 | 2–0 | 1–1 | 0–1 | 1–1 | 2–0 | 3–0 | 2–3 | 1–1 | 0–1 | 0–0 | 2–1 | 1–1 |
| Guadalajara        | 2–0 | 0–2 | 3–0 | 1–1 | 1–2 | 2–3 | 1–2 | —   | 2–1 | 1–2 | 0–0 | 2–3 | 0–3 | 4–0 | 2–2 | 1–1 | 2–1 | 0–0 | 0–1 | 1–3 |
| León               | 3–2 | 2–4 | 0–0 | 0–2 | 1–1 | 1–1 | 1–1 | 1–1 | —   | 1–2 | 3–3 | 0–0 | 1–1 | 1–0 | 2–0 | 3–1 | 0–1 | 0–1 | 3–1 | 0–0 |
| Monterrey          | 1–0 | 1–0 | 2–1 | 2–0 | 1–0 | 2–1 | 1–1 | 4–2 | 1–1 | —   | 4–2 | 0–0 | 0–0 | 4–3 | 2–2 | 0–1 | 1–1 | 1–1 | 1–5 | 0–2 |
| Morelia            | 1–1 | 0–1 | 3–2 | 0–0 | 0–1 | 1–0 | 1–0 | 1–0 | 1–1 | 1–1 | —   | 0–1 | 2–4 | 1–0 | 2–2 | 2–4 | 1–0 | 4–1 | 0–2 | 0–0 |
| Neza               | 1–1 | 1–3 | 1–0 | 4–3 | 4–3 | 6–1 | 3–2 | 0–0 | 2–1 | 1–1 | 0–0 | —   | 0–0 | 3–0 | 5–0 | 0–1 | 2–1 | 1–1 | 1–1 | 0–0 |
| Puebla             | 1–3 | 2–1 | 1–0 | 1–2 | 3–4 | 2–2 | 3–4 | 2–2 | 2–0 | 2–3 | 1–0 | 3–1 | —   | 1–1 | 1–1 | 4–1 | 2–0 | 0–0 | 1–1 | 2–1 |
| Tampico            | 1–1 | 1–4 | 4–2 | 2–3 | 2–0 | 1–1 | 0–1 | 4–0 | 1–1 | 4–2 | 2–3 | 2–0 | 3–2 | —   | 0–0 | 0–0 | 2–2 | 0–1 | 1–1 | 0–0 |
| Toluca             | 3–0 | 1–3 | 3–1 | 2–1 | 2–0 | 1–1 | 1–2 | 0–0 | 3–3 | 2–1 | 1–1 | 2–1 | 0–1 | 2–1 | —   | 1–3 | 1–1 | 0–0 | 2–2 | 0–1 |
| Tecos UAG          | 0–2 | 0–0 | 2–1 | 1–1 | 4–0 | 2–1 | 0–0 | 2–0 | 1–1 | 1–1 | 0–0 | 1–1 | 0–1 | 4–2 | 2–2 | —   | 1–0 | 1–2 | 1–3 | 1–0 |
| Tigres UANL        | 2–1 | 2–2 | 0–1 | 4–0 | 1–0 | 3–1 | 1–1 | 0–0 | 3–1 | 3–0 | 1–1 | 2–2 | 1–2 | 4–1 | 1–3 | 1–1 | —   | 1–0 | 3–2 | 3–0 |
| U. de G.           | 2–2 | 1–3 | 3–0 | 2–1 | 0–1 | 1–0 | 1–1 | 1–1 | 1–0 | 1–1 | 2–0 | 2–0 | 5–1 | 3–0 | 0–1 | 0–1 | 5–2 | —   | 3–1 | 1–1 |
| UNAM               | 0–0 | 1–2 | 6–0 | 0–0 | 3–0 | 1–1 | 1–0 | 2–1 | 7–2 | 0–0 | 1–1 | 1–2 | 3–3 | 2–3 | 2–2 | 3–2 | 1–2 | 1–1 | —   | 0–0 |
| Zacatepec          | 0–0 | 1–2 | 1–0 | 1–0 | 2–1 | 3–1 | 1–1 | 0–0 | 4–1 | 3–1 | 2–2 | 1–1 | 1–1 | 3–0 | 3–1 | 4–0 | 1–1 | 1–0 | 0–2 | —   |

## Goleo individual
Con 32 goles en la temporada regular, el brasileño "Cabinho", delantero del Atlante consigue coronarse por séptima ocasión consecutiva como campeón de goleo de la Primera División, 4 con UNAM y 3 con Atlante.
|     | Jugador              | Club              | Goles |
| --- | -------------------- | ----------------- | ----- |
| 1.  | Cabinho              | Atlante           | 32    |
| 2.  | Ricardo Ferretti     | U.N.A.M.          | 26    |
| 3.  | Osvaldo Castro       | Atlético Potosino | 24    |
| 4.  | Hebert Revetria      | Coyotes Neza      | 23    |
| 5.  | Norberto Outes       | América           | 21    |
| 6.  | Carlos Eloir Perucci | Cruz Azul         | 21    |
| 7.  | Daniel Astegiano     | Atlético Español  | 16    |
| 8.  | Gerardo Gonçalves    | U.A.N.L.          | 15    |
| 9.  | Reynaldo Güeldini    | U. de G.          | 15    |
| 10. | Hugo Kiese           | U. A. G.          | 14    |

## Liguilla por el no descenso
El partido por la permanencia en el torneo enfrentó al Atlas contra el Tampico.

### Serie Ida-Vuelta
| 22 de mayo de 1982 | Atlas     | 1:0 (1:0) | Tampico | Estadio Jalisco, Guadalajara    |                                 |
|                    | Magaña 8' |           |         | Árbitro(s): Mario Rubio Vázquez | Árbitro(s): Mario Rubio Vázquez |

| 30 de mayo de 1982                                   | Tampico       | 1:0 (1:0) | Atlas | Estadio Tamaulipas, Tampico         |                                     |
|                                                      | Fernández 44' |           |       | Árbitro(s): Antonio Márquez Ramírez | Árbitro(s): Antonio Márquez Ramírez |
| Empate en global 1-1. Se juega partido de desempate. |               |           |       |                                     |                                     |

Debido al empate en el marcador global, fue necesaria la celebración de un partido de desempate en el Estadio Plan de San Luis de San Luis Potosí.

### Partido de desempate
| 2 de junio de 1982                                               | Atlas                                              | 3:1 (2:0) | Tampico   | Estadio Plan de San Luis, San Luis Potosí |                                     |
|                                                                  | Chávez 2' (pen.) · Sepúlveda 41' (a.g.) · Real 62' |           | Corbo 70' | Árbitro(s): Enrique Mendoza Guillén       | Árbitro(s): Enrique Mendoza Guillén |
| Atlas permanece en Primera División. Tampico desciende a Segunda |                                                    |           |           |                                           |                                     |

## Liguilla
|  | Cuartos de final                                               | Cuartos de final                                               | Cuartos de final                                               | Cuartos de final                                               | Cuartos de final                                               |   |       | Semifinales                                                    | Semifinales                                                    | Semifinales                                                    | Semifinales                                                    | Semifinales                                                    |  |   | Final                                                | Final                                                | Final                                                | Final                                                | Final                                                |  |
|  | 19 y 20 de mayo de 1982 (ida) 22 y 23 de mayo de 1982 (vuelta) | 19 y 20 de mayo de 1982 (ida) 22 y 23 de mayo de 1982 (vuelta) | 19 y 20 de mayo de 1982 (ida) 22 y 23 de mayo de 1982 (vuelta) | 19 y 20 de mayo de 1982 (ida) 22 y 23 de mayo de 1982 (vuelta) | 19 y 20 de mayo de 1982 (ida) 22 y 23 de mayo de 1982 (vuelta) |   |       | 26 y 27 de mayo de 1982 (ida) 29 y 30 de mayo de 1982 (vuelta) | 26 y 27 de mayo de 1982 (ida) 29 y 30 de mayo de 1982 (vuelta) | 26 y 27 de mayo de 1982 (ida) 29 y 30 de mayo de 1982 (vuelta) | 26 y 27 de mayo de 1982 (ida) 29 y 30 de mayo de 1982 (vuelta) | 26 y 27 de mayo de 1982 (ida) 29 y 30 de mayo de 1982 (vuelta) |  |   | 3 de junio de 1982 (ida) 6 de junio de 1982 (vuelta) | 3 de junio de 1982 (ida) 6 de junio de 1982 (vuelta) | 3 de junio de 1982 (ida) 6 de junio de 1982 (vuelta) | 3 de junio de 1982 (ida) 6 de junio de 1982 (vuelta) | 3 de junio de 1982 (ida) 6 de junio de 1982 (vuelta) |  |
|  |                                                                |                                                                |                                                                |                                                                |                                                                |   |       |                                                                |                                                                |                                                                |                                                                |                                                                |  |   |                                                      |                                                      |                                                      |                                                      |                                                      |  |
|  |                                                                |                                                                |                                                                |                                                                |                                                                |   |       |                                                                |                                                                |                                                                |                                                                |                                                                |  |   |                                                      |                                                      |                                                      |                                                      |                                                      |  |
|  | 1                                                              | Atlante                                                        | 3                                                              | 2                                                              | 5                                                              |   |       |                                                                |                                                                |                                                                |                                                                |                                                                |  |   |                                                      |                                                      |                                                      |                                                      |                                                      |  |
|  | 1                                                              | Atlante                                                        | 3                                                              | 2                                                              | 5                                                              |   |       |                                                                |                                                                |                                                                |                                                                |                                                                |  |   |                                                      |                                                      |                                                      |                                                      |                                                      |  |
|  | 15                                                             | Atlético Español                                               | 1                                                              | 2                                                              | 3                                                              |   |       |                                                                |                                                                |                                                                |                                                                |                                                                |  |   |                                                      |                                                      |                                                      |                                                      |                                                      |  |
|  | 15                                                             | Atlético Español                                               | 1                                                              | 2                                                              | 3                                                              |   | 1     | Atlante                                                        | 1                                                              | 0                                                              | 1                                                              |                                                                |  |   |                                                      |                                                      |                                                      |                                                      |                                                      |  |
|  |                                                                |                                                                |                                                                |                                                                |                                                                |   | 1     | Atlante                                                        | 1                                                              | 0                                                              | 1                                                              |                                                                |  |   |                                                      |                                                      |                                                      |                                                      |                                                      |  |
|  |                                                                |                                                                | 6                                                              | Coyotes Neza                                                   | 0                                                              | 0 | 0     |                                                                |                                                                |                                                                |                                                                |                                                                |  |   |                                                      |                                                      |                                                      |                                                      |                                                      |  |
|  | 3                                                              | Zacatepec                                                      | 6                                                              | Coyotes Neza                                                   | 0                                                              | 0 | 0     | 0                                                              | 2                                                              | 2                                                              |                                                                |                                                                |  |   |                                                      |                                                      |                                                      |                                                      |                                                      |  |
|  | 3                                                              | Zacatepec                                                      |                                                                |                                                                |                                                                |   |       |                                                                |                                                                | 2                                                              |                                                                |                                                                |  |   |                                                      |                                                      |                                                      |                                                      |                                                      |  |
|  | 6                                                              | Coyotes Neza                                                   | 2                                                              | 1                                                              | 3                                                              |   |       |                                                                |                                                                |                                                                |                                                                |                                                                |  |   |                                                      |                                                      |                                                      |                                                      |                                                      |  |
|  | 6                                                              | Coyotes Neza                                                   | 2                                                              | 1                                                              | 3                                                              |   |       |                                                                |                                                                |                                                                |                                                                |                                                                |  | 1 | Atlante                                              | 1                                                    | 1                                                    | 2 (1)                                                |                                                      |  |
|  |                                                                |                                                                |                                                                |                                                                |                                                                |   |       |                                                                |                                                                |                                                                |                                                                |                                                                |  | 1 | Atlante                                              | 1                                                    | 1                                                    | 2 (1)                                                |                                                      |  |
|  |                                                                |                                                                | 4                                                              | Tigres UANL (p.)                                               | 2                                                              | 0 | 2 (3) |                                                                |                                                                |                                                                |                                                                |                                                                |  |   |                                                      |                                                      |                                                      |                                                      |                                                      |  |
|  | 2                                                              | América                                                        | 4                                                              | Tigres UANL (p.)                                               | 2                                                              | 0 | 2 (3) | 1                                                              | 4                                                              | 5                                                              |                                                                |                                                                |  |   |                                                      |                                                      |                                                      |                                                      |                                                      |  |
|  | 2                                                              | América                                                        |                                                                |                                                                |                                                                |   |       |                                                                |                                                                | 5                                                              |                                                                |                                                                |  |   |                                                      |                                                      |                                                      |                                                      |                                                      |  |
|  | 10                                                             | Monterrey                                                      | 2                                                              | 1                                                              | 3                                                              |   |       |                                                                |                                                                |                                                                |                                                                |                                                                |  |   |                                                      |                                                      |                                                      |                                                      |                                                      |  |
|  | 10                                                             | Monterrey                                                      | 2                                                              | 1                                                              | 3                                                              |   | 2     | América                                                        | 0                                                              | 1                                                              | 1                                                              |                                                                |  |   |                                                      |                                                      |                                                      |                                                      |                                                      |  |
|  |                                                                |                                                                |                                                                |                                                                |                                                                |   | 2     | América                                                        | 0                                                              | 1                                                              | 1                                                              |                                                                |  |   |                                                      |                                                      |                                                      |                                                      |                                                      |  |
|  |                                                                |                                                                | 4                                                              | Tigres UANL                                                    | 2                                                              | 0 | 2     |                                                                |                                                                |                                                                |                                                                |                                                                |  |   |                                                      |                                                      |                                                      |                                                      |                                                      |  |
|  | 4                                                              | Tigres UANL                                                    | 4                                                              | Tigres UANL                                                    | 2                                                              | 0 | 2     | 1                                                              | 2                                                              | 3                                                              |                                                                |                                                                |  |   |                                                      |                                                      |                                                      |                                                      |                                                      |  |
|  | 4                                                              | Tigres UANL                                                    |                                                                |                                                                |                                                                |   |       |                                                                |                                                                | 3                                                              |                                                                |                                                                |  |   |                                                      |                                                      |                                                      |                                                      |                                                      |  |
|  | 5                                                              | Leones Negros                                                  | 1                                                              | 1                                                              | 2                                                              |   |       |                                                                |                                                                |                                                                |                                                                |                                                                |  |   |                                                      |                                                      |                                                      |                                                      |                                                      |  |
|  | 5                                                              | Leones Negros                                                  | 1                                                              | 1                                                              | 2                                                              |   |       |                                                                |                                                                |                                                                |                                                                |                                                                |  |   |                                                      |                                                      |                                                      |                                                      |                                                      |  |
|  |                                                                |                                                                |                                                                |                                                                |                                                                |   |       |                                                                |                                                                |                                                                |                                                                |                                                                |  |   |                                                      |                                                      |                                                      |                                                      |                                                      |  |

### Cuartos de final
| 19 de mayo de 1982 | Monterrey                 | 2:1 (1:0) | América   | Estadio Tecnológico, Monterrey |                           |
|                    | Ribeca 1' · Rodríguez 63' |           | Outes 73' | Árbitro(s): Jorge Narváez      | Árbitro(s): Jorge Narváez |

| 22 de mayo de 1982 | América                              | 4:1 (1:0) | Monterrey  | Estadio Azteca, Ciudad de México   |                                    |
|                    | Outes 22, 50', 78' (pen.) · Luna 74' |           | Ribeca 57' | Árbitro(s): Marco Antonio Dorantes | Árbitro(s): Marco Antonio Dorantes |

| 19 de mayo de 1982 | Universidad de Guadalajara | 1:1 (1:1) | Tigres de la UANL | Estadio Jalisco, Guadalajara    |                                 |
|                    | Güeldini 8' (pen.)         |           | Barbadillo 43'    | Árbitro(s): Mario Rubio Vázquez | Árbitro(s): Mario Rubio Vázquez |

| 22 de mayo de 1982 | Tigres de la UANL        | 2:1 (0:0) | Universidad de Guadalajara | Estadio Universitario, Monterrey    |                                     |
|                    | Batocletti 68' · Boy 83' |           | Dávalos 67'                | Árbitro(s): Enrique Mendoza Guillén | Árbitro(s): Enrique Mendoza Guillén |

| 20 de mayo de 1982 | Atlético Español     | 1:3 (0:0) | Atlante                             | Estadio Azteca, Ciudad de México    |                                     |
|                    | Astegiano 63' (pen.) |           | Ayala 50' · Moses 54' · Cabinho 88' | Árbitro(s): Antonio Márquez Ramírez | Árbitro(s): Antonio Márquez Ramírez |

| 23 de mayo de 1982 | Atlante                 | 2:2 (1:1) | Atlético Español               | Estadio Azteca, Ciudad de México |                            |
|                    | Moses 17' · Cabinho 60' |           | Tena 1' · Astegiano 69' (pen.) | Árbitro(s): Fermin Ramírez       | Árbitro(s): Fermin Ramírez |

| 20 de mayo de 1982 | Coyotes Neza             | 2:0 (1:0) | Zacatepec | Estadio José López Portillo, Nezahualcóyotl |                                     |
|                    | Gamal 32' · Revetria 79' |           |           | Árbitro(s): Enrique Mendoza Guillén         | Árbitro(s): Enrique Mendoza Guillén |

| 23 de mayo de 1982 | Zacatepec                 | 2:1 (1:1) | Coyotes Neza   | Estadio Agustín Coruco Díaz, Zacatepec de Hidalgo |                                     |
|                    | Hernández 28' (pen.), 71' |           | Bartolotta 18' | Árbitro(s): Antonio Márquez Ramírez               | Árbitro(s): Antonio Márquez Ramírez |

### Semifinal
| 26 de mayo de 1982 | Tigres de la UANL           | 2:0 (1:0) | América | Estadio Universitario, Monterrey   |                                    |
|                    | Orduña 29' · Batocletti 87' |           |         | Árbitro(s): Marco Antonio Dorantes | Árbitro(s): Marco Antonio Dorantes |

| 29 de mayo de 1982 | América     | 1:0 (0:0) | Tigres de la UANL | Estadio Azteca, Ciudad de México    |                                     |
|                    | Aguirre 76' |           |                   | Árbitro(s): Enrique Mendoza Guillén | Árbitro(s): Enrique Mendoza Guillén |

| 27 de mayo de 1982 | Coyotes Neza | 0:1 (0:0) | Atlante           | Estadio José López Portillo, Nezahualcóyotl |                            |
|                    |              |           | Montes de Oca 81' | Árbitro(s): Fermin Ramírez                  | Árbitro(s): Fermin Ramírez |

| 30 de mayo de 1982 | Atlante | 0:0 | Coyotes Neza | Estadio Azteca, Ciudad de México |  |
|                    |         |     |              | Árbitro(s): Jorge Narváez        |  |

### Final
| 3 de junio de 1982 | Tigres de la UANL         | 2:1 (0:1) | Atlante  | Estadio Universitario, Monterrey   |                                    |
|                    | Boy 54' · Gonçalves 90+4' |           | Moses 4' | Árbitro(s): Marco Antonio Dorantes | Árbitro(s): Marco Antonio Dorantes |

| 6 de junio de 1982 | Atlante                           | 1:0 (0:0; 1:0) (1:3 p.)    | Tigres de la UANL                            | Estadio Azteca, Ciudad de México    |                                     |
|                    | Cabinho 84'                       |                            |                                              | Árbitro(s): Antonio Márquez Ramírez | Árbitro(s): Antonio Márquez Ramírez |
|                    |                                   | Tiros desde el punto penal |                                              |                                     |                                     |
|                    | - Ayala - Lira - Moses - La Volpe |                            | - Carrillo - Gonçalves - Barbadillo - Orduña |                                     |                                     |

#### Ida
| 12    | POR   | Mateo Bravo         |     |
| 3     | DEF   | Osvaldo Batocletti  |     |
| 4     | DEF   | Roberto da Silva    |     |
| 23    | DEF   | Adrian Hincapié     |     |
| 14    | DEF   | Juan Rodríguez      | 45' |
| 6     | MED   | Salvador Carrillo   |     |
| 8     | MED   | Tomas Boy           |     |
| 10    | MED   | Sergio Orduña       |     |
| 11    | DEL   | Ramón Bastos        |     |
| 7     | DEL   | Gerónimo Barbadillo |     |
| 15    | DEL   | Enrique Alfaro      | 80' |
| D. T. | D. T. | Carlos Miloc        |     |

| 1     | POR   | Ricardo La Volpe     |     |
| 16    | DEF   | Daniel Montes de Oca |     |
| 3     | DEF   | Alejandro Ramírez    |     |
| 5     | DEF   | Eduardo Rergis       |     |
| 4     | DEF   | Miguel Ángel Fuentes |     |
| 6     | MED   | Arturo Vazquez Ayala |     |
| 8     | MED   | Jose Luis González   | 69' |
| 10    | MED   | Alberto Jorge        | 61' |
| 7     | DEL   | Eduardo Moses        |     |
| 9     | DEL   | Cabinho              |     |
| 11    | DEL   | Rubén Ayala          |     |
| D. T. | D. T. | Horacio Casarin      |     |

| 5 | Centrocampista | Francisco Solís   | 45' |
| 9 | Delantero      | Geraldo Gonçalves | 80' |

| 20 | Centrocampista | Orlando Ruiz | 61' |
| 19 | Delantero      | Sergio Lira  | 69' |

| 54' · 90+4' | Tomas Boy Geraldo Gonçalves | 1:1 2:1 |

| 4' | Eduardo Moses | 0:1 |

| 59' | Arturo Vazquez Ayala |

| Principal | Marco Antonio Dorantes |

| 12    | POR   | Mateo Bravo         |     |
| 3     | DEF   | Osvaldo Batocletti  |     |
| 4     | DEF   | Roberto da Silva    |     |
| 23    | DEF   | Adrian Hincapié     |     |
| 14    | DEF   | Juan Rodríguez      | 45' |
| 6     | MED   | Salvador Carrillo   |     |
| 8     | MED   | Tomas Boy           |     |
| 10    | MED   | Sergio Orduña       |     |
| 11    | DEL   | Ramón Bastos        |     |
| 7     | DEL   | Gerónimo Barbadillo |     |
| 15    | DEL   | Enrique Alfaro      | 80' |
| D. T. | D. T. | Carlos Miloc        |     |

| 1     | POR   | Ricardo La Volpe     |     |
| 16    | DEF   | Daniel Montes de Oca |     |
| 3     | DEF   | Alejandro Ramírez    |     |
| 5     | DEF   | Eduardo Rergis       |     |
| 4     | DEF   | Miguel Ángel Fuentes |     |
| 6     | MED   | Arturo Vazquez Ayala |     |
| 8     | MED   | Jose Luis González   | 69' |
| 10    | MED   | Alberto Jorge        | 61' |
| 7     | DEL   | Eduardo Moses        |     |
| 9     | DEL   | Cabinho              |     |
| 11    | DEL   | Rubén Ayala          |     |
| D. T. | D. T. | Horacio Casarin      |     |

| 5 | Centrocampista | Francisco Solís   | 45' |
| 9 | Delantero      | Geraldo Gonçalves | 80' |

| 20 | Centrocampista | Orlando Ruiz | 61' |
| 19 | Delantero      | Sergio Lira  | 69' |

| 54' · 90+4' | Tomas Boy Geraldo Gonçalves | 1:1 2:1 |

| 4' | Eduardo Moses | 0:1 |

| 59' | Arturo Vazquez Ayala |

| Principal | Marco Antonio Dorantes |

| 12    | POR   | Mateo Bravo         |     |
| 3     | DEF   | Osvaldo Batocletti  |     |
| 4     | DEF   | Roberto da Silva    |     |
| 23    | DEF   | Adrian Hincapié     |     |
| 14    | DEF   | Juan Rodríguez      | 45' |
| 6     | MED   | Salvador Carrillo   |     |
| 8     | MED   | Tomas Boy           |     |
| 10    | MED   | Sergio Orduña       |     |
| 11    | DEL   | Ramón Bastos        |     |
| 7     | DEL   | Gerónimo Barbadillo |     |
| 15    | DEL   | Enrique Alfaro      | 80' |
| D. T. | D. T. | Carlos Miloc        |     |

| 1     | POR   | Ricardo La Volpe     |     |
| 16    | DEF   | Daniel Montes de Oca |     |
| 3     | DEF   | Alejandro Ramírez    |     |
| 5     | DEF   | Eduardo Rergis       |     |
| 4     | DEF   | Miguel Ángel Fuentes |     |
| 6     | MED   | Arturo Vazquez Ayala |     |
| 8     | MED   | Jose Luis González   | 69' |
| 10    | MED   | Alberto Jorge        | 61' |
| 7     | DEL   | Eduardo Moses        |     |
| 9     | DEL   | Cabinho              |     |
| 11    | DEL   | Rubén Ayala          |     |
| D. T. | D. T. | Horacio Casarin      |     |

| 5 | Centrocampista | Francisco Solís   | 45' |
| 9 | Delantero      | Geraldo Gonçalves | 80' |

| 20 | Centrocampista | Orlando Ruiz | 61' |
| 19 | Delantero      | Sergio Lira  | 69' |

| 54' · 90+4' | Tomas Boy Geraldo Gonçalves | 1:1 2:1 |

| 4' | Eduardo Moses | 0:1 |

| 59' | Arturo Vazquez Ayala |

| Principal | Marco Antonio Dorantes |

| 12    | POR   | Mateo Bravo         |     |
| 3     | DEF   | Osvaldo Batocletti  |     |
| 4     | DEF   | Roberto da Silva    |     |
| 23    | DEF   | Adrian Hincapié     |     |
| 14    | DEF   | Juan Rodríguez      | 45' |
| 6     | MED   | Salvador Carrillo   |     |
| 8     | MED   | Tomas Boy           |     |
| 10    | MED   | Sergio Orduña       |     |
| 11    | DEL   | Ramón Bastos        |     |
| 7     | DEL   | Gerónimo Barbadillo |     |
| 15    | DEL   | Enrique Alfaro      | 80' |
| D. T. | D. T. | Carlos Miloc        |     |

| 1     | POR   | Ricardo La Volpe     |     |
| 16    | DEF   | Daniel Montes de Oca |     |
| 3     | DEF   | Alejandro Ramírez    |     |
| 5     | DEF   | Eduardo Rergis       |     |
| 4     | DEF   | Miguel Ángel Fuentes |     |
| 6     | MED   | Arturo Vazquez Ayala |     |
| 8     | MED   | Jose Luis González   | 69' |
| 10    | MED   | Alberto Jorge        | 61' |
| 7     | DEL   | Eduardo Moses        |     |
| 9     | DEL   | Cabinho              |     |
| 11    | DEL   | Rubén Ayala          |     |
| D. T. | D. T. | Horacio Casarin      |     |

| 5 | Centrocampista | Francisco Solís   | 45' |
| 9 | Delantero      | Geraldo Gonçalves | 80' |

| 20 | Centrocampista | Orlando Ruiz | 61' |
| 19 | Delantero      | Sergio Lira  | 69' |

| 54' · 90+4' | Tomas Boy Geraldo Gonçalves | 1:1 2:1 |

| 4' | Eduardo Moses | 0:1 |

| 59' | Arturo Vazquez Ayala |

| Principal | Marco Antonio Dorantes |

#### Vuelta
| 1     | POR   | Ricardo La Volpe     |      |
| 16    | DEF   | Daniel Montes de Oca | 61'  |
| 3     | DEF   | Alejandro Ramírez    |      |
| 5     | DEF   | Eduardo Rergis       |      |
| 4     | DEF   | Miguel Ángel Fuentes |      |
| 6     | MED   | Arturo Vazquez Ayala |      |
| 8     | MED   | Jose Luis González   |      |
| 10    | MED   | Alberto Jorge        | 105' |
| 7     | DEL   | Eduardo Moses        |      |
| 9     | DEL   | Cabinho              |      |
| 11    | DEL   | Rubén Ayala          |      |
| D. T. | D. T. | Horacio Casarin      |      |

| 12    | POR   | Mateo Bravo         |     |
| 2     | DEF   | José Sánchez        |     |
| 3     | DEF   | Osvaldo Batocletti  |     |
| 4     | DEF   | Roberto da Silva    |     |
| 16    | DEF   | Juan Rodríguez      |     |
| 14    | MED   | Francisco Solís     | 61' |
| 6     | MED   | Salvador Carrillo   |     |
| 10    | MED   | Sergio Orduña       |     |
| 8     | MED   | Tomas Boy           | 71' |
| 11    | DEL   | Ramón Bastos        |     |
| 7     | DEL   | Geronimo Barbadillo |     |
| D. T. | D. T. | Carlos Miloc        |     |

| 19 | Delantero      | Sergio Lira        | 61'  |
| 18 | Centrocampista | Ernesto de la Rosa | 105' |

| 17 | Centrocampista | Gonzalo Valencia  | 61' |
| 9  | Delantero      | Geraldo Gonçalves | 71' |

| 84' | Cabinho | 1:0 |

| Fallo de penal (afuera) · Fallo de penal (atajado) · Fallo de penal (atajado) · Acierto de penal | Rubén Ayala Sergio Lira Eduardo Moses Ricardo La Volpe | 0:0 0:1 1:2 |

| Fallo de penal (atajado) · Acierto de penal · Acierto de penal · Acierto de penal | Salvador Carrillo Gerardo Gonçalves Geronimo Barbadillo Sergio Orduña | 0:0 0:1 0:2 1:3 |

| 53' | Ramón Bastos |

| Principal  | Antonio Márquez Ramírez |
| Asistentes | Fermin Ramírez          |
|            | Enrique Mendoza Guillén |

| 1     | POR   | Ricardo La Volpe     |      |
| 16    | DEF   | Daniel Montes de Oca | 61'  |
| 3     | DEF   | Alejandro Ramírez    |      |
| 5     | DEF   | Eduardo Rergis       |      |
| 4     | DEF   | Miguel Ángel Fuentes |      |
| 6     | MED   | Arturo Vazquez Ayala |      |
| 8     | MED   | Jose Luis González   |      |
| 10    | MED   | Alberto Jorge        | 105' |
| 7     | DEL   | Eduardo Moses        |      |
| 9     | DEL   | Cabinho              |      |
| 11    | DEL   | Rubén Ayala          |      |
| D. T. | D. T. | Horacio Casarin      |      |

| 12    | POR   | Mateo Bravo         |     |
| 2     | DEF   | José Sánchez        |     |
| 3     | DEF   | Osvaldo Batocletti  |     |
| 4     | DEF   | Roberto da Silva    |     |
| 16    | DEF   | Juan Rodríguez      |     |
| 14    | MED   | Francisco Solís     | 61' |
| 6     | MED   | Salvador Carrillo   |     |
| 10    | MED   | Sergio Orduña       |     |
| 8     | MED   | Tomas Boy           | 71' |
| 11    | DEL   | Ramón Bastos        |     |
| 7     | DEL   | Geronimo Barbadillo |     |
| D. T. | D. T. | Carlos Miloc        |     |

| 19 | Delantero      | Sergio Lira        | 61'  |
| 18 | Centrocampista | Ernesto de la Rosa | 105' |

| 17 | Centrocampista | Gonzalo Valencia  | 61' |
| 9  | Delantero      | Geraldo Gonçalves | 71' |

| 84' | Cabinho | 1:0 |

| Fallo de penal (afuera) · Fallo de penal (atajado) · Fallo de penal (atajado) · Acierto de penal | Rubén Ayala Sergio Lira Eduardo Moses Ricardo La Volpe | 0:0 0:1 1:2 |

| Fallo de penal (atajado) · Acierto de penal · Acierto de penal · Acierto de penal | Salvador Carrillo Gerardo Gonçalves Geronimo Barbadillo Sergio Orduña | 0:0 0:1 0:2 1:3 |

| 53' | Ramón Bastos |

| Principal  | Antonio Márquez Ramírez |
| Asistentes | Fermin Ramírez          |
|            | Enrique Mendoza Guillén |

| 1     | POR   | Ricardo La Volpe     |      |
| 16    | DEF   | Daniel Montes de Oca | 61'  |
| 3     | DEF   | Alejandro Ramírez    |      |
| 5     | DEF   | Eduardo Rergis       |      |
| 4     | DEF   | Miguel Ángel Fuentes |      |
| 6     | MED   | Arturo Vazquez Ayala |      |
| 8     | MED   | Jose Luis González   |      |
| 10    | MED   | Alberto Jorge        | 105' |
| 7     | DEL   | Eduardo Moses        |      |
| 9     | DEL   | Cabinho              |      |
| 11    | DEL   | Rubén Ayala          |      |
| D. T. | D. T. | Horacio Casarin      |      |

| 12    | POR   | Mateo Bravo         |     |
| 2     | DEF   | José Sánchez        |     |
| 3     | DEF   | Osvaldo Batocletti  |     |
| 4     | DEF   | Roberto da Silva    |     |
| 16    | DEF   | Juan Rodríguez      |     |
| 14    | MED   | Francisco Solís     | 61' |
| 6     | MED   | Salvador Carrillo   |     |
| 10    | MED   | Sergio Orduña       |     |
| 8     | MED   | Tomas Boy           | 71' |
| 11    | DEL   | Ramón Bastos        |     |
| 7     | DEL   | Geronimo Barbadillo |     |
| D. T. | D. T. | Carlos Miloc        |     |

| 19 | Delantero      | Sergio Lira        | 61'  |
| 18 | Centrocampista | Ernesto de la Rosa | 105' |

| 17 | Centrocampista | Gonzalo Valencia  | 61' |
| 9  | Delantero      | Geraldo Gonçalves | 71' |

| 84' | Cabinho | 1:0 |

| Fallo de penal (afuera) · Fallo de penal (atajado) · Fallo de penal (atajado) · Acierto de penal | Rubén Ayala Sergio Lira Eduardo Moses Ricardo La Volpe | 0:0 0:1 1:2 |

| Fallo de penal (atajado) · Acierto de penal · Acierto de penal · Acierto de penal | Salvador Carrillo Gerardo Gonçalves Geronimo Barbadillo Sergio Orduña | 0:0 0:1 0:2 1:3 |

| 53' | Ramón Bastos |

| Principal  | Antonio Márquez Ramírez |
| Asistentes | Fermin Ramírez          |
|            | Enrique Mendoza Guillén |

| 1     | POR   | Ricardo La Volpe     |      |
| 16    | DEF   | Daniel Montes de Oca | 61'  |
| 3     | DEF   | Alejandro Ramírez    |      |
| 5     | DEF   | Eduardo Rergis       |      |
| 4     | DEF   | Miguel Ángel Fuentes |      |
| 6     | MED   | Arturo Vazquez Ayala |      |
| 8     | MED   | Jose Luis González   |      |
| 10    | MED   | Alberto Jorge        | 105' |
| 7     | DEL   | Eduardo Moses        |      |
| 9     | DEL   | Cabinho              |      |
| 11    | DEL   | Rubén Ayala          |      |
| D. T. | D. T. | Horacio Casarin      |      |

| 12    | POR   | Mateo Bravo         |     |
| 2     | DEF   | José Sánchez        |     |
| 3     | DEF   | Osvaldo Batocletti  |     |
| 4     | DEF   | Roberto da Silva    |     |
| 16    | DEF   | Juan Rodríguez      |     |
| 14    | MED   | Francisco Solís     | 61' |
| 6     | MED   | Salvador Carrillo   |     |
| 10    | MED   | Sergio Orduña       |     |
| 8     | MED   | Tomas Boy           | 71' |
| 11    | DEL   | Ramón Bastos        |     |
| 7     | DEL   | Geronimo Barbadillo |     |
| D. T. | D. T. | Carlos Miloc        |     |

| 19 | Delantero      | Sergio Lira        | 61'  |
| 18 | Centrocampista | Ernesto de la Rosa | 105' |

| 17 | Centrocampista | Gonzalo Valencia  | 61' |
| 9  | Delantero      | Geraldo Gonçalves | 71' |

| 84' | Cabinho | 1:0 |

| Fallo de penal (afuera) · Fallo de penal (atajado) · Fallo de penal (atajado) · Acierto de penal | Rubén Ayala Sergio Lira Eduardo Moses Ricardo La Volpe | 0:0 0:1 1:2 |

| Fallo de penal (atajado) · Acierto de penal · Acierto de penal · Acierto de penal | Salvador Carrillo Gerardo Gonçalves Geronimo Barbadillo Sergio Orduña | 0:0 0:1 0:2 1:3 |

| 53' | Ramón Bastos |

| Principal  | Antonio Márquez Ramírez |
| Asistentes | Fermin Ramírez          |
|            | Enrique Mendoza Guillén |

| Campeón Primera División 1981-82 |
| -------------------------------- |
|                                  |
| U.A.N.L.                         |
| 2.o título                       |

| Predecesor: 1980-81 | Temporadas de la Primera División de México 1981-82 | Sucesor: 1982-83 |